# Barenton
 Barenton  es una población y comuna francesa, en la región de Baja Normandía, departamento de Mancha, en el distrito de Avranches. Es la cabecera y mayor población del cantón de su nombre.

## Demografía
| 3100 | 3117 | 3309 | 2965 | 3086 | 3047 | 2992 | 3009 | 2945 | 2818 | 2768 | 2584 | 2445 | 2377 | 2416 | 2516 | 2208 | 2100 | 2091 | 2131 | 1821 | 1738 | 1785 | 1826 | 1842 | 1774 | 1672 | 1598 | 1452 | 1547 | 1437 | 1348 |
| Para los censos de 1962 a 1999 la población legal corresponde a la población sin duplicidades (Fuente: INSEE [Consultar]) |      |      |      |      |      |      |      |      |      |      |      |      |      |      |      |      |      |      |      |      |      |      |      |      |      |      |      |      |      |      |      |